# Jasmine (cantora japonesa)
JASMINE (em japonês: ジャスミン, Jasumin) é o nome artístico de Asumi Murakami (Tóquio, 19 de maio de 1989). É uma cantora, compositora e produtora japonesa. Atualmente é DJ e locutora de uma estação de rádio japonesa, e está divulgando seu primeiro álbum, GOLD.

## Biografia
JASMINE nasceu em Tóquio, Japão, no dia 19 de maio de 1989. Aos 13 anos, assistiu a uma apresentação de um coral em uma base militar americana em Yokota, foi neste momento em que ela decidiu que queria seguir carreira na música. Quando ainda estava no ensino médio, decidiu sair da escola e foi atrás do seu sonho. No ano seguinte, participou de uma audição promovida pela gravadora Sony Music, na qual foi contratada e começou a se preparar para seu debut.
Sua estreia na indústria fonográfica nipônica se deu em com o single sad to say, em 24 de junho de 2009. A música fez grande sucesso, tornando JASMINE a primeira artista a alcançar o topo do rank da RIAJ sem ter sido lançada oficialmente. JASMINE foi rotulada pela mídia oriental como a próxima Hikaru Utada, com quem tem um estilo bem semelhante. A própria JASMINE já declarou que é uma grande fã de Utada, a tendo como sua principal influência.
Em 25 de outubro de 2009, fez sua primeira apresentação pública na Saitama Super Arena, como convidada especial do cantor norte-americano Ne-Yo.
JASMINE é uma artista promissora. Tem uma base de fãs em crescimento acelerado, formada tanto por adolescentes quanto por adultos. Atualmente ela possui um programa semanal na J-WAVE (uma das principais estações de rádio japonesas) e se apresenta em vários clubes promovendo GOLD, seu primeiro álbum, lançado dia 21 de julho de 2010.

## Discografia

### Álbuns
| Lançamento            | Título               | Ranking | Vendas |
| --------------------- | -------------------- | ------- | ------ |
| 21 de julho de 2010   | GOLD                 | 3       | 49.914 |
| 28 de agosto de 2013  | Complexxx            | 28      | 6.000  |
| 12 de março de 2014   | Welcome to JAS Vegas | 51      | 3.000  |
| 29 de outubro de 2014 | PURE LOVE BEST       | 35      | 5.000  |

### Singles
Album GOLD
| Lançamento              | Título             | Ranking | Vendas                           |
| ----------------------- | ------------------ | ------- | -------------------------------- |
| 24 de junho de 2009     | sad to say         | 10      | 31.217                           |
| 28 de outubro de 2009   | No More            | 15      | 9.233                            |
| 3 de março de 2010      | This Is Not A Game | 23      | 4.636 (Limitada a 10.000 cópias) |
| 7 de abril de 2010      | Jealous            | 20      | 3.836 (Limitada a 10.000 cópias) |
| 15 de maio de 2010      | Dreamin'           | 38      | 5.503 (Limitada a 10.000 cópias) |
| 02 de fevereiro de 2011 | One                | 32      | 3,600                            |
| 27 de julho de 2011     | Only You'          | 59      | 2,300                            |
| 25 de julho de 2012     | Best Partner       | 50      | 3.000                            |
| 29 de maio de 2013      | High Flying        | 46      | 3.000                            |
| 31 de julho de 2013     | HERO               | 93      | 2.000                            |
| 18 de dezembro de 2013  | COUNTDOWN          | 64      | 1.000                            |